# Roman halicki
Roman Mścisławowicz, Roman II halicki (ukr. Роман Мстиславич) – (ur. między 1155 a 1162, zm. 19 czerwca 1205, okolice Zawichostu) – książę Nowogrodu Wielkiego w latach 1168–1170, książę włodzimiersko-wołyński w latach 1170–1199, od 1199 książę halicko-włodzimierski, od 1203 władca Kijowa, syn Mścisława II Izjasławicza z dynastii Rurykowiczów.

## Życiorys
Był zapewne drugim w kolejności synem wielkiego księcia kijowskiego Mścisława II Izjasławicza i Agnieszki, córki księcia polskiego Bolesława III Krzywoustego. Imię dostał być może na cześć Romana Rościsławowica, księcia smoleńskiego, który mógł być także jego ojcem chrzestnym.
Po śmierci swojego brata Światosława Mścisławowicza, dzięki interwencji Kazimierza Sprawiedliwego, został w 1183 władcą Brześcia. Walcząc w bitwie mozgawskiej w 1195 po stronie księcia krakowskiego Leszka Białego odniósł ciężkie rany. Przeprowadził serię zwycięskich kampanii przeciwko Połowcom w latach 1197–1198, 1201, 1204. W 1199 opanował Halicz, a brak kontrakcji ze strony węgierskiej spowodowany był być może sojuszem, przypieczętowanym małżeństwem Romana z bizantynką Anną-Eufrozyną. Prowadził aktywną politykę zagraniczną, obiecując królowi Niemiec Filipowi Szwabskiemu pomoc zbrojną przeciwko Welfom. Pokonany przez wojska Leszka Białego, poległ w bitwie pod Zawichostem 19 czerwca 1205. Pierwotnie pochowany, zapewne 22 czerwca, w Sandomierzu. Jego zwłoki zostały wykupione przez Rusinów za wielką cenę srebra, następnie ekshumowane. Spoczęły prawie na pewno w którejś z cerkwi we Włodzimierzu Wołyńskim, jednak raczej nie w tamtejszej cerkwi katedralnej.

## Małżeństwa
Pierwszą jego żoną została, zapewne między rokiem 1177 a 1185, Predsława Rurykówna, córka Ruryka II Rościsławowica, księcia kijowskiego i owruckiego. Małżeństwo to zostało zerwane przez Romana najprawdopodobniej jesienią 1196, choć być może stało się to dopiero zimą 1198/1199. Powód porzucenia żony przez Romana był jak najbardziej polityczny. Ruryk Rościsławowic odebrał Romanowi przyznane mu po 25 lipca 1194 grody: Torczesk, Trepol, Korsuń, Bogusław. Roman zarzucił Rurykowi spiskowanie przeciwko niemu z Wsiewołodem III, po czym obawiając się interwencji teścia uszedł do Polski, gdzie uczestniczył w bitwie nad Mozgawą, w której został ranny. Być może pewien wpływ na odsunięcie Predsławy miał również fakt braku potomstwa męskiego. Po odprawieniu swojej pierwszej żony, najpóźniej w 1199 Roman ożenił się po raz wtóry z osobą nieznanego pochodzenia, zapewne bizantyńskiego, być może o imieniu Maria lub Eufrozyna.

## Życie prywatne
- Fedora (Teodora)
- Helena(?)[12]
- Daniel I
- Wasylko
- Rościsław

### Genealogia
| Izasław II ur. 1096 zm. 13 XI 1154 | Izasław II ur. 1096 zm. 13 XI 1154 |                                                              |                                                              | NN ur. ? zm. 1151 | NN ur. ? zm. 1151 |  |  | Bolesław III Krzywousty ur. 20 VIII 1086 zm. 28 X 1138 | Bolesław III Krzywousty ur. 20 VIII 1086 zm. 28 X 1138 |                                |                                | Salomea z Bergu ur. 1093–1101 zm. 27 VII 1144 | Salomea z Bergu ur. 1093–1101 zm. 27 VII 1144 |
|                                    |                                    |                                                              |                                                              |                   |                   |  |  |                                                        |                                                        |                                |                                |                                               |                                               |
|                                    |                                    |                                                              |                                                              |                   |                   |  |  |                                                        |                                                        |                                |                                |                                               |                                               |
|                                    |                                    | Mścisław Izjasławowic ur. 15 IV 1132 – 1135 zm. 19 VIII 1170 | Mścisław Izjasławowic ur. 15 IV 1132 – 1135 zm. 19 VIII 1170 |                   |                   |  |  |                                                        |                                                        | Agnieszka ur. 1137 zm. po 1182 | Agnieszka ur. 1137 zm. po 1182 |                                               |                                               |
|                                    |                                    |                                                              |                                                              |                   |                   |  |  |                                                        |                                                        |                                |                                |                                               |                                               |
|                                    |                                    |                                                              |                                                              |                   |                   |  |  |                                                        |                                                        |                                |                                |                                               |                                               |
|                                    |                                    |                                                              |                                                              |                   |                   |  |  |                                                        |                                                        |                                |                                |                                               |                                               |

|                                                |                                                | 1 Predsława ur. ? zm. ? OO w okr. 1177/1178–1185 | 1 Predsława ur. ? zm. ? OO w okr. 1177/1178–1185 | Roman II halicki ( ur. w okr. 1155–1162 zm. 19 VI 1205) | Roman II halicki ( ur. w okr. 1155–1162 zm. 19 VI 1205) | 2 Maria? ur. ok. 1185-1187 zm. między I 1254 a 1290 OO najp. 1199 | 2 Maria? ur. ok. 1185-1187 zm. między I 1254 a 1290 OO najp. 1199 |  |  |
|                                                |                                                |                                                  |                                                  |                                                         |                                                         |                                                                   |                                                                   |  |  |
|                                                |                                                |                                                  |                                                  |                                                         |                                                         |                                                                   |                                                                   |  |  |
|                                                | 1                                              |                                                  | 2                                                |                                                         | 2                                                       |                                                                   | 2                                                                 |  |  |
| Fedora (Teodora) ur. ok. 1182-1184 zm. po 1241 | Fedora (Teodora) ur. ok. 1182-1184 zm. po 1241 | Helena? ur. 1199-1201 zm. po wiośnie/lecie 1241  | Helena? ur. 1199-1201 zm. po wiośnie/lecie 1241  | Daniel halicki ur. 1201 zm. 1264                        | Daniel halicki ur. 1201 zm. 1264                        | Wasylko ur. 1203 zm. 1269                                         | Wasylko ur. 1203 zm. 1269                                         |  |  |